# Кљеновец
Кљеновец (слч. Klenovec) насељено је мјесто са административним статусом сеоске општине (слч. obec) у округу Римавска Собота, у Банскобистричком крају, Словачка Република.

## Становништво
| Година:    | 1994. | 2004.   | 2014.   | 2024.   |
| ---------- | ----- | ------- | ------- | ------- |
| Број људи: | 3370  | 3268    | 3213    | 2952    |
| Разлика:   |       | -3,02 % | -1,68 % | -8,12 % |

| Година:    | 2023. | 2024.   |
| ---------- | ----- | ------- |
| Број људи: | 2970  | 2952    |
| Разлика:   |       | -0,60 % |

Према подацима о броју становника из 2011. године насеље је имало 3.304 становника.